# Malaysia Open 1987
Die Malaysia Open 1987 im Badminton fanden vom 14. bis zum 19. Juli 1987 in Kuala Lumpur, Malaysia, statt. Das Preisgeld betrug 90.000 US-Dollar.

## Finalresultate
| Disziplin    | Sieger                       | Finalist                       | Ergebnis          |
| ------------ | ---------------------------- | ------------------------------ | ----------------- |
| Herreneinzel | Yang Yang                    | Steen Fladberg                 | 4-15, 15-10, 15-7 |
| Dameneinzel  | Li Lingwei                   | Han Aiping                     | 11-3, 2-11, 12-9  |
| Herrendoppel | Jalani Sidek Razif Sidek     | Li Yongbo Tian Bingyi          | w.o.              |
| Damendoppel  | Guan Weizhen Lin Ying        | Dorte Kjær Nettie Nielsen      | 15-2, 15-1        |
| Mixed        | Steen Fladberg Gillian Clark | Billy Gilliland Gillian Gowers | 15-7, 15-6        |